# 422년

## 연호
- 유송(劉宋) 영초(永初) 3년
- 북위(北魏) 태상(泰常) 7년
- 서진(西秦) 건홍(建弘) 3년
- 북량(北凉) 현시(玄始) 11년
- 북연(北燕) 태평(太平) 14년
- 하(夏) 진흥(眞興) 4년

## 기년
- 유송(劉宋) 무제(武帝) 3년
- 북위(北魏) 명원제(明元帝) 14년
- 신라(新羅) 눌지 마립간(訥祗麻立干) 6년
- 고구려(高句麗) 장수왕(長壽王) 10년
- 백제(百濟) 구이신왕(久爾辛王) 3년